# Myrmeciza castanea
Myrmeciza castanea é uma espécie de ave da família Thamnophilidae.
Pode ser encontrada nos seguintes países: Equador e Peru.
Os seus habitats naturais são: florestas subtropicais ou tropicais húmidas de baixa altitude e regiões subtropicais ou tropicais húmidas de alta altitude.